# Liste de chansons inédites de Madonna
 (décembre 2018).
Si vous disposez d'ouvrages ou d'articles de référence ou si vous connaissez des sites web de qualité traitant du thème abordé ici, merci de compléter l'article en donnant les références utiles à sa vérifiabilité et en les liant à la section « Notes et références ».
Cette liste d'inédits de Madonna recense les chansons qui étaient destinées à figurer sur ses albums mais qui n'ont finalement pas été utilisées. Certaines cependant figurent sur les faces B de ses singles.

## 1979-1982
- She's A Real Disco Queen : cette chanson est écrite par Jean van Lieu et Patrick Hernandez, Madonna l'enregistre et décide de la copier sur une cassette.
- Let The Sunshine in
- Raymond Hall Must Die
- Tell The Truth : il s'agit de sa première chanson qu'elle a écrite seule.
- Love For Tender : ce titre ressemble à l'une des chansons de l'album Confessions on a Dance Floor.
- Take Me (I Want You) : à ne pas confondre avec la reprise de Marvin Gaye inclus dans l'album "Something To Remember".
- Ain't No Big Deal : ce titre figure sur la face B du single Papa Don't Preach, mais il existe aussi d'autres versions.
- Well Well
- Simon Says : il existe une version acoustique de ce titre.
- Over And Over'81 : différente de la version de l'album Like a Virgin.
- Once I Thought I Was Good (Nobody Wants To Be Alone)
- Remembering Your Touch
- Bells Ringing
- Drowning
- Shine A Light : il existe une version acoustique de ce titre.
- Safe Neighborhood ou On The Ground
- Stay'81 : différente de la version de l'album Like A Virgin.
- Oh Oh (The Sky is Blue)
- Nobody's Fool
- Everybody Dance : version préliminaire du titre "Everybody", que l'on retrouve dans son premier album.
- Crimes Of Passion : disponible dans l'album Pre-Madonna.
- Laugh To Keep From Crying : disponible dans l'album Pre-Madonna.
- Are You Ready For It?
- No Time For Love
- Don't You Know? : disponible dans l'album Pre-Madonna.
- Burning Up'81 : différente de la version de son premier album.
- Little Boy
- Love Express : il existe une version acoustique de ce titre.
- High Society/Society's Boy : dans ce titre, Madonna aime beaucoup la société qu'elle a fondée avec les hommes de son groupe.
- Love On The Run
- Hot House Flower
- Get Up
- Born To Be A Dancer

## 1982 -1983:First Album
- I Got Trouble (Roll It Over)
- Mother Your Swear
- We Live In A House : un titre qui aurait dû être dans l'album Pre-Madonna.
- Sidewalk Talk : en duo avec Jellybean
- Wild Dancing : en collaboration avec Otto Von Werhnerr
- Let's Go Dancing
- Dance To The Beat : contient des éléments du titre "Wild Dancing".
- Oh My : contient des éléments du titre Cosmic Climb.
- Give It To Me : à ne pas confondre avec Give It 2 Me de l'album Hard Candy, les paroles sont différentes.
- Shake
- Get Down
- Time To Dance
- Cosmic Climb
- We Are The Gods : dans cette chanson, Madonna fait référence aux dieux sacrés.
- On The Street
- Life is A Bitch
- Time And Time Again : contient des éléments du titre Time To Dance.
- Lucky Star (Demo) : le sample de ce titre est différent de la version originale.
- Physical Attraction (Demo) : version préliminaire.
- Take A Holiday/Holiday (Demo) : version préliminaire du titre Holiday.

## 1984:Like a Virgin
- Shake Your Head (Let's Go To Bed) : cette chanson a été reprise par Kim Basinger en 1992.
- Warning Signs : cette chanson était prévu pour la bande originale du film Vision Quest.
- Writer's Block : il s'agit tout simplement de la démo du titre Spotlight.
- Gambler : inclus dans la bande originale de Vision Quest.
- Three Times A Lady : titre interprété en live.
- Lies In Your Eyes : titre enregistré par le groupe I-Level.
- Like A Virgin (Demo) : la version démo de ce titre est proche de l'originale.
- Gonna Dress You Up In My Love : version préliminaire du titre Dress You Up.
- Material Girl (Demo) : différente de la version originale.
- Into The Groove (Demo) : très différente des versions de Into the Groove.

## 1986:True Blue
- Each Time You Break My Heart : en duo avec Nick Kamen. mais il existe aussi une version chantée par l'artiste elle-même.
- Working My Fingers To The Bones
- Pipeline
- Take On Me/La Bamba : titre chanté en concert.
- Tell Me (Oh Love Me) : en duo avec Nick Kamen.
- Live To Tell (Demo) : différente de la version originale.
- Keepin' My Baby : il s'agit de la démo de Papa Don't Preach.
- Get Up Stand Tall/White Heat (Demo) : différente de la version originale.
- Verdemante Triste : True Blue chantée en Espagnol.
- Love Over The Telephone : en duo avec Don Johnson. Au départ, ce titre devait être inclus sur la bande originale du film Who's That Girl.
- Dance (Hands With My Penn) : il s'agit de la démo du titre Open Your Heart.
- Santa Baby : chanson que l'on retrouve sur l'album Christmas Songs.

## 1989:Like a Prayer
- Supernaturnal : ce titre figure sur la face B du single nommée Cherish.
- Love Attack : rejeté de l'album Like a Prayer.
- First Is A Kiss : rejeté de l'album Like a Prayer.
- By Aliens Means : en duo avec Prince, à ne pas confondre avec Love Song.
- Possessive Love : en duo avec Marilyn Martin.
- I Surrender Dear : en duo avec Jennifer Grey. cette chanson provient de la bande originale du film, Il était une fois Broadway (Bloodhounds of Broadway).
- Just A Dream : en duo avec Donna Delory. Il existe une autre version chantée par Madonna elle-même.
- Yourself : version alternative de Express Yourself.

## 1990:Dick Tracy/I'm Breathless
- Rock The Vote : contient des éléments de la chanson Vogue.
- Queen's English
- Get Over : en duo avec Nick Scotti.
- To Love You
- Time after Time : ce titre à l'origine provient de la chanteuse Cyndi Lauper. Madonna avait prévu de l'inclure dans l'album Im Breathless.
- Dog House : cette chanson était prévue pour l'ouverture du Blond Ambition Tour. Madonna a décidé de le mettre de côté.
- Small Dick
- Anything You Can Do
- I Always Get My Man : version démo du titre Sooner Or Later.
- What Can You Get : version démo du titre What Can You Lose.
- More and Can't More : version démo du titre More.
- Hanky Panky (Demo) : différente de la version originale.
- Family Affair/Keep It Together : titre performé lors du Blond Ambition Tour.

## 1992:Erotica
- Love Hurts il s'agit de la première démo de la chanson Erotica.
- Shame
- Actions Speak Louder Than Words : démo de Words.
- Jitterbug
- Out To Lunch/Eating Out : démo de Where Life Begins.
- Dear Father : un titre qu'elle a dédié à son père.
- Thief Of Hearts'91
- You Are The One
- Bye Bye Baby'91 : démo similaire à l'originale.
- Goodbye To Innocence : il existe 3 démos différentes de ce titre avec un bridge alterné. il existe aussi une version originale incluse dans l'album Just Say Roe.
- Rain'91 : cette démo est proche de la version radio remix.
- In This Life'91
- You Thrill Me : il s'agit de la seconde demo de la chanson Erotica, qu'on retrouve aussi en version disco dans The Confessions Tour.
- Up Down Suite : ce titre contient des éléments de la chanson Goodbye To Innocence. mais il se trouve aussi sur la face B du single Rain.
- Trhob : en duo avec Janet Jackson.
- The Lady Is A Tramp : en duo avec le groupe Red Hot Chili Peppers.
- Everybody Is A Star/Everybody : titre performé lors du Girlie Show.
- Erotic (Sex Book Version) : version alternative du titre Erotica.
- Cheat (Drunk Girl) : version alternative du titre "Bad Girl".
- SHow And Tell/Secret Garden (Demo)
- Happy Inauguration Mr President

## 1994:Bedtime Stories
- Something's Coming Over Me : démo de Secret.
- I Will Always Have You : démo de Inside Of Me.
- Keep On : démo de Don't Stop.
- Love Won't Wait : chanson d'amour non retenue pour l'album Bedtimes stories.
- Your Honesty : inclus dans l'album EP Remixed and Revisited.
- Take A Bow (Alternate Demo)
- Human Nature (Two Alternate Bridges Demos) : contient des petites paroles supplémentaires.
- I'd Ratha Be Ya Lova : version préliminaire de I'd Rather Be Your Lover (en duo avec Tupac Shakur).
- Bring It
- Let Down Your Guard : ce titre figure sur la face B du single Secret.
- Goodtime : jamais réalisé en studio, seules les paroles sont écrites et détenues par la Warner.
- Tongue Tied : jamais réalisé en studio, seules les paroles sont écrites et détenues par la Warner.
- Right On Time
- Freedom : ce titre est inclus dans l'album The Carnival/rainforest Fondation.

## 1995:Something to Remember
- You'll Stay
- I Can't Forget
- Craving Your Love
- Three Little Fishes : titre interprété en live.
- If I Fell : cette chanson rend hommage aux Beatles.
- Broken : utilisée pour la publicité japonaise intitulée pour Takara, une boisson.
- No LLores Por Mi Argentina : Don't Cry For Me Argentina chantée en Espagnol.

## 1998:Ray of Light
- Arioso

- To Have And To Not To Hold (Demo) : différente de la version originale.
- Little Star (Demo) : différente de la version originale.
- Ray of Light (Demo) : similaire à la version originale avec un break à la fin plus long.
- Skin/Flirtation Dance (Demo) : dans cette démo, on entend discuter Madonna avant que le titre s'enchaine.
- The Power Of Good-Bye (Demo) : contient un élément du titre Mer Girl. Ce sont les paroles de cette version que l'on retrouve dans le livret de l'album Ray of Light.
- Nothing Really Matters/Future (Demo)
- Gone Gone Gone
- Revenge
- The Camel Dances : poème musical qui évoque l'Afrique.
- Be Careful : en vérité ce morceau est interprété en duo avec 'Ricky Martin, mais il existe aussi une version chantée par l'artiste elle-même.
- Hey Jude : reprise des Beatles chantée en duo avec Elton John.
- Like A Flower
- Regresando : chanson très dance.
- Has To Be : ce titre figure sur la face B du single Ray Of Light et sur l'édition japonaise de l'album éponyme.
- Don't Love Stranger Or Forever
- Bodega : cette chanson rend hommage à l'Espagne.
- Miss Spider Tea Party : poème assez long.
- The Empress : version parlée en franglais (français et anglais mélangés).
- La Petite Jeune Fille
- No Substitute For Love : version préliminaire de Drowned World/Substitute for Love.

## 2000:Music
- Mechanical
- Just Another
- One
- When The Light Fades : ce titre fait référence aux boites de nuits américaines.
- Liquid Love : une chanson qui était censée être dans l'album Music.
- Eagle's Wings : jamais sortie dans le territoire international, cette chanson rappelle un peu les titres I Deserve It et Amazing.
- No Choice
- Remember Me
- The Furry Bear : ce titre évoque la détresse.
- Never Young Again : version démo du titre Music.
- Like An Angel Passing Through My Room : reprise du groupe ABBA.
- Alone Again : en collaboration avec Kylie Minogue.
- Wonderland : utilisé pour la série télévisée Wonderland.
- Hollywood (Demo) : différente de l'album American Life.
- Love Will Change Us Forever/Intervention (Demo) : différente de l'album American Life.
- Mrs.Perfect : dans cette chanson, Madonna raconte de ses multiples looks, les paroles seraient très mystérieuse(s).
- Mysore Smile : dans cette chanson, Madonna évoque L'inde.
- Cyber-Raga : ce titre figure sur la face B du single Music.
- Love's Farewell
- This Time, We Fly
- Angel Of Fire
- This is What It Takes
- Lo Que Siente La Mujer : What It Feels Like For A Girl chantée en Espagnol.
- Run/Runaway Lover (Demo) : différente de la version originale.
- Out Of Control/Impressive Instant (Demo) : différente de la version originale.
- Too Many Times/I Deserve It (Demo) : différente de la version originale.

## 2003:American Life
- Can't You See My Mind : balade qui aurait dû être dans l'album American Life.
- The Game : avec sa guitare acoustique, ce titre reste le meilleur des inédits le plus écouté sur le net.
- Mind Trappa : version préliminaire de Nobody Knows Me.
- The Process : version préliminaire de X-Static Process.
- Silly Thing : version préliminaire de Nothing Fails.
- I'm So Stupid (Re-Invention Concept Studio Demo) : il s'agit d'un remix démo, non inclus dans l'album American Life.
- Shitting Out In Another It : démo conçue pour le Re-Invention Tour, projet abandonné.
- Curtain : un nouveau titre qui fera peut-être partie de son prochain best of.
- Is This Love : démo de Voices.
- Set the Right : Titre inédit qui aurait dû être dans l'album American Life

## 2005:Confessions on a Dance Floor
- Triggering (Your Senses) : ce titre était censé être dans l'album Confessions On A Dance Floor.
- Keep The Trance : une chanson dance. Le titre pourrait apparaître dans son prochain best of avec une version plus dance.
- SuperPop : un titre qui est reversé aux destinataires du site Icon Madonna.
- Hung Up (Demo) : version préliminaire.
- get Together (Demo) : version préliminaire.
- Disco Diva (A Project For Love)
- The Binding Of Isaac : il s'agit de la démo du titre Isaac.
- A Lot Of Money : ce titre contient quelques éléments de la chanson American Life.
- History : ce titre figure sur la face B de Jump.
- History (Land Of The Free) : version préliminaire du titre History.

## 2008:Hard Candy
- Beat Goes On (Demo) : la structure de cette chanson n'a rien à voir avec la version originale inclus dans l'album Hard Candy.
- Across The Sky : en duo avec Justin Timberlake.
- La la  : en duo avec Timbaland.
- Candy Passion : ancienne version de Candy Shop.
- Infinity : Démo de Give It 2Me produite par Timbaland.
- Across The Sky : Chanson Inédite, parue sur internet sous 2 versions.
- Animal : Chanson Inédite produite par Timbaland.
- Latte : Chanson Inédite, avec un refrain venant de la chanson "Lela Pala Tute", du groupe Gogol Bordello.

## 2009:Celebration
- Broken (I'm Sorry)
- It's So Cool (Mirwais 2009 Mix) : (Mix different de celui proposé sur iTunes)

## 2010
- If You Go Away : Reprise de Jacques Brel enregistrée pour la comédie musicale "Hello Suckers" qui n'a jamais vu le jour.

## 2012:MDNA
- Give Me All Your Love : 1re version du 1er single de MDNA, Give Me All Your Luvin', sans Nicki Minaj et MIA, et avec des paroles supplémentaires dans le bridge.
- Bang Bang : Demo non retenue. Les paroles sont proches de Gang Bang, 2e chanson sur MDNA, mais la structure est complètement différente. (" Bang Bang Put my gun down on the table ... Before you try to blow my mind ... I used to think it was you Who was so unstable ... But now I’m sure I’m close behind ... B-B-Bang B-B-Bang Bang Boom B-B-Bang B-B-Bang Bang Boom B-B-Bang B-B-Bang Bang Boom B-B-Bang B-B-Bang Bang ")

## 2014:Rebel Heart
- Iconic : Compilation de treize maquettes issues des sessions d'enregistrement de Rebel Heart, mis en ligne le 16 décembre 2014.

1. Addicted/The One That Got Away : Version démo de Addicted.
2. Bitch I'm Madonna (Demo) : Version démo de Bitch I'm Madonna, sans le rap de Nicki Minaj.
3. Borrowed Time (Demo)
4. Illuminati (Demo)
5. Heartbreak City : Version démo de HeartBreakCity, sans les tambours et avec un refrain supplémentaire à la fin. Au lieu de "And it's not that pretty", la chanson se termine par "And I still feel shitty".
6. Joan of Arc (Demo) : Démo acoustique de Joan of Arc.
7. Living for Love/Carry On : Version démo de Living for Love.
8. Make the Devil Pray : Version démo de Devil Pray.
9. Messiah (Demo) : Version démo de Messiah, plus longue de vingt secondes et sans sonorités électroniques.
10. Rebel Heart (Demo) : Version plus électronique de Rebel Heart, avec des chœurs. Un extrait de cette démo avait fuité le 27 novembre 2014.
11. Revolution : Seule maquette de la compilation à ne pas figurer sur l'album final. Vraisemblablement produite par Avicii.
12. Unapologetic Bitch (Demo) : Très proche de la version finale.
13. Wash All Over Me (Demo) : Version up-tempo de Wash All Over Me, produite par Avicii, ayant fuité le 27 novembre 2014.

- Versions démo
  - Beautiful Scars (Demo)
  - Best Night (Demo) : Cette version de Best Night commence par "Champagne, caviar".
  - Body Shop (Demo)
  - Hold Tight (Demo) : Version coproduite par Diplo, avec des paroles différentes. Cinq démos différentes ont été mises en ligne. Le rappeur MNEK effectue les chœurs sur la cinquième.
  - Graffiti Heart
  - Holy Water (Demo) : Sans le sample de Vogue.
  - Iconic (Demo) : Version démo sans Mike Tyson ni Chance the Rapper.
  - Love You from the Inside Out : Version démo de Inside Out.
  - Messiah (Demo 2) : Version démo avec une chorale.
  - S.E.X. (Demo)
  - Veni Vedi Vici (Demo) : Version démo sans le rap de Nas.

- Alone with You
- Auto-Tune Baby : Bonus de l'édition allemande de Rebel Heart.
- Back That Up (Do It) : Chanson coproduite par Pharrell Williams, retravaillée et publiée sur l'album Madame X sous le titre Back That Up to the Beat.
- Freedom
- God Is Love
- Heaven
- Never Let You Go
- Nothing Lasts Forever
- Queen : Annoncée comme faisant partie de la version Super Deluxe de Rebel Heart, cette chanson sera finalement remplacée par un remix de Living for Love. Elle est coécrite par Madonna, Mike Dean et The-Dream, et coproduite par Madonna et The-Dream.
- Score : Titre coécrit et coproduit par Madonna, Natalia Kills et Martin Kierszenbaum.
- Take a Day : Chanson coproduite par Pharrell Williams. L'artiste se charge également des chœurs.
- Take It Back : Une autre chanson coproduite par Pharrell Williams.
- Tragic Girl
- Trust No Bitch! : Chanson issues des sessions avec Natalia Kills et Martin Kierszenbaum.
- Two Steps Behind Me